# GONG (ONG)
Pour les articles homonymes, voir Gong.
Građani organizirano nadgledaju glasanje (en français, Citoyens organisé pour contrôler les élections) est une organisation non gouvernementale fondée en 1997 et qui contrôle les élections de Croatie,.